# المنشأة الصغرى (قلين)
قرية المنشأة الصغرى هي إحدى القرى التابعة لمركز قلين في محافظة كفر الشيخ في جمهورية مصر العربية. حسب إحصاءات سنة 2006، بلغ إجمالي السكان في المنشأة الصغرى 6101 نسمة، منهم 3129 رجل و2972 امرأة.